# Proefvlak (vegetatiekunde)
Met een proefvlak wordt in de vegetatiekunde de afgebakende plek bedoeld waar een vegetatieopname (relevé) wordt gemaakt. 
Bij transecten en permanente kwadraten (PQ's) liggen de proefvlakken op vaste plekken die (onder andere) voor monitoring bedoeld zijn. Tijdens vegetatiekarteringen worden de proefvlakken van vegetatieopnamen door de vegetatiekundige zelf in het veld uitgekozen, op een plek die representatief is voor het gehele (lokale) vegetatietype. Het minimumareaal - de minimale ruimte die een vegetatietype nodig heeft een om zich goed te kunnen ontwikkelen - is ook de minimale oppervlakte van een proefvlak in een vegetatie moet hebben om een representatief beeld te geven van de vegetatie.

## Proefvlakgroottes
In de onderstaande lijst staan per formatie de gehanteerde minimale proefvlakgroottes voor vegetatieopnamen.
- graslanden: 2 × 2 m² (4 m²)
- ruigten: 3 × 3 m² (9 m²)
- (dwerg)struwelen: 5 × 5 m² (25 m²)
- bossen: 10 × 10 m² (100 m²)

Voor (micro)vegetatie die niet op een aaneengesloten vlak groeit worden aparte proefvlakgroottes gehanteerd.
Voorbeeld: bij epifytische vegetatie op boomstammen of -takken worden de volgende proefvlakgroottes gehanteerd:
- op regelmatig gevormde stammen worden opgenomen in een verticaal proefvlak van 1 m × halve stamdiameter.
- op takken worden opgenomen in een proefvlak tot 1 m over de gehele takbreedte.
- op verticaal substraat worden opgenomen in een proefvlak van 1,5 × 0,5 m in een horizontale strook, waarbij zoveel mogelijk grote barsten of voegen worden vermeden.